# Dominique de Font-Réaulx
Dominique de Font-Réaulx est une historienne de l'art, conservatrice générale du patrimoine, spécialiste de la photographie et du XIXe siècle. Auteur d'ouvrages d'histoire de l'art, elle a été commissaire de nombreuses expositions muséales. Directrice du musée national Eugène-Delacroix de 2013 à 2018, elle dirige, depuis 2018, la direction de la médiation et de la programmation culturelle au musée du Louvre. Elle enseigne également à l'École du Louvre et à l’Institut d'études politiques de Paris.

## Biographie
Dominique de Font-Réaulx a été conservatrice au musée des Monuments français chargée de la collection de moulages de 1996 à 2002. De 2002 à 2008, elle est conservatrice au musée d'Orsay chargée de la collection de photographies.
En 2008, elle est chargée de la coordination scientifique du projet du Louvre Abou Dabi. De 2013 à 2018, elle est directrice du musée national Eugène-Delacroix et depuis 2018, responsable d'une des directions transversales du musée du Louvre chargées des expositions, des ateliers d'art, des éditions et de la médiation.
Elle est depuis 2018 également rédactrice en chef de la revue Histoire de l'art.

## Expositions
- L’Invention du sentiment, musée de la Musique, 2002[1].
- Le Daguerréotype français, un objet photographique, musée d’Orsay, The Metropolitan Museum of Art, 2003[1].
- Dans l’atelier, musée d’Orsay, 2005[1].
- L’Œuvre d’art et sa reproduction photographique, musée d’Orsay, 2006[1].
- Gustave Courbet (1819-1877), galeries nationales du Grand Palais, The Metropolitan Museum of Art, musée Fabre, co-commissaire avec Laurence des Cars, 2007-2008[1].
- Jean-Léon Gérôme, musée d’Orsay, The J. PAul Getty Museum, fondation Thyssen (Madrid), 2010[1].
- Delacroix en héritage, autour de la collection Moreau-Nélaton, musée national Eugène-Delacroix, 2013[1].
- Objets dans la peinture, souvenir du Maroc, musée national Eugène-Delacroix, 2014[1].
- Une brève histoire de l’avenir, musée du Louvre, 2014[1].
- Delacroix et l’Antique, musée national Eugène-Delacroix, 2015[1].
- Mythes fondateurs, d’Hercule à Dark Vador, musée du Louvre, 2015-2016[1].
- Maurice Denis et Eugène Delacroix, de l’atelier au musée, musée national Eugène-Delacroix, 2017[1].
- Une lutte moderne, de Delacroix à nos jours, musée national Eugène-Delacroix, 2018[1].

## Publications
- L'Œuvre d'art et sa reproduction, avec Joëlle Bolloch, 2006, Paris, Seuil.
- Gustave Courbet, catalogue d'exposition, avec Laurence des Cars, 2007, Paris, Réunion des musées nationaux.
- Le Daguerréotype, 2008, Paris, 5 Continents.
- L'Image révélée. Premières photographies sur papier en Grande-Bretagne (1840-1860), avec Roger Taylor, 2008, Nicolas Chaudun.
- Peinture et Photographie. Les enjeux d’une rencontre, 1839-1914, 2012, Paris, Flammarion.
- Delacroix. La liberté d'être soi, 2018, Paris, Cohen et Cohen.